# Meningoencefalitis
La meningoencefalitis es la inflamación de las meninges y el encéfalo. Puede ser infecciosa (por hongos, bacterias, virus y parásitos) o no infecciosa.  Suelen tener un origen vírico, principalmente enterovírico. No obstante, hay muchos organismos causantes, tanto patógenos virales como bacteriales, y microbios parásitos (por ejemplo: Naegleria fowleri, Acanthamoeba y Balamuthia mandrillaris). En su forma aguda, se la ha asociado con la enfermedad de Chagas.
La enfermedad se asocia con altas tasas de mortalidad y severa morbilidad, sin embargo el pronóstico está asociado al estado inmunológico del paciente y la virulencia del agente infeccioso.

## Síntomas y signos
Frecuentemente la meningoencefalitis se asocia con fiebre, reacciones celulares en el líquido cefalorraquídeo, dolores de cabeza, sensibilidad a la luz, comportamientos inusuales, cambios en la personalidad, náuseas y confusión.
Dependiendo del caso, las lesiones pueden afectar principalmente al encéfalo o extenderse a la médula espinal y las raíces nerviosas.

## Etiología
Diversos virus pueden causar una meningoencefalitis aguda. La epidemiología exacta se desconoce por la dificultad para aislar los virus, tanto del LCR como del tejido cerebral. En algunas áreas geográficas de América y Asia ocurren brotes epidémicos de encefalitis en estaciones del año concretas. Estas encefalitis suelen estar causadas por arbovirus que son transmitidos por insectos, siendo el reservorio diversas especies animales. El cuadro clínico es indistinguible entre los diversos tipos de arbovirus. Una excepción es la encefalitis por virus del Oeste del Nilo que asocia, como dato más característico, una debilidad muscular intensa  y que en algunos casos remeda al Síndrome de Guillain-Barre de parálisis flácida y arreflexia. La existencia de pleocitósis en el LCR y el patrón de polineuropatía axonal en el EMG, en un contexto febril lo diferencia de este último. Es posible que en algunos casos las células del asta anterior se vean afectadas y causen un cuadro seudopoliomelítico. El diagnóstico se establece mediante la detección de anticuerpos IgM en el LCR y/o IgM e IgG en el suero. De la encefalitis que no tiene un predominio estacional, la más común en Europa y EE. UU. es la encefalitis herpética causada por el virus del herpes simple tipo 1. Las causas más frecuentes de meningitis vírica son los enterovirus y el virus de la parotiditis.
Tampoco podemos olvidar que las inflamaciones o la meningoencefalitis son producidas por fenómenos exógenos físicos o comúnmente llamados de impacto (que son en los que literalmente el cerebro sufre un trastorno y un desbalance iónico químico que se traduce en una inflamación como mecanismo de defensa para proteger su masa encefálica como ejemplo impacto-accidente, que puede estar sometido a efectos posteriores como son los virus o bacterias patógenas que producen su inflamación postraumática).